# Santiago Tianguistenco
Santiago Tianguistenco, oficialmente Santiago Tianguistenco de Galeana, es una localidad mexicana ubicada en el Estado de México, cabecera del municipio de Tianguistenco. Su nombre es en honor del militar mexicano Hermenegildo Galeana.

## Historia

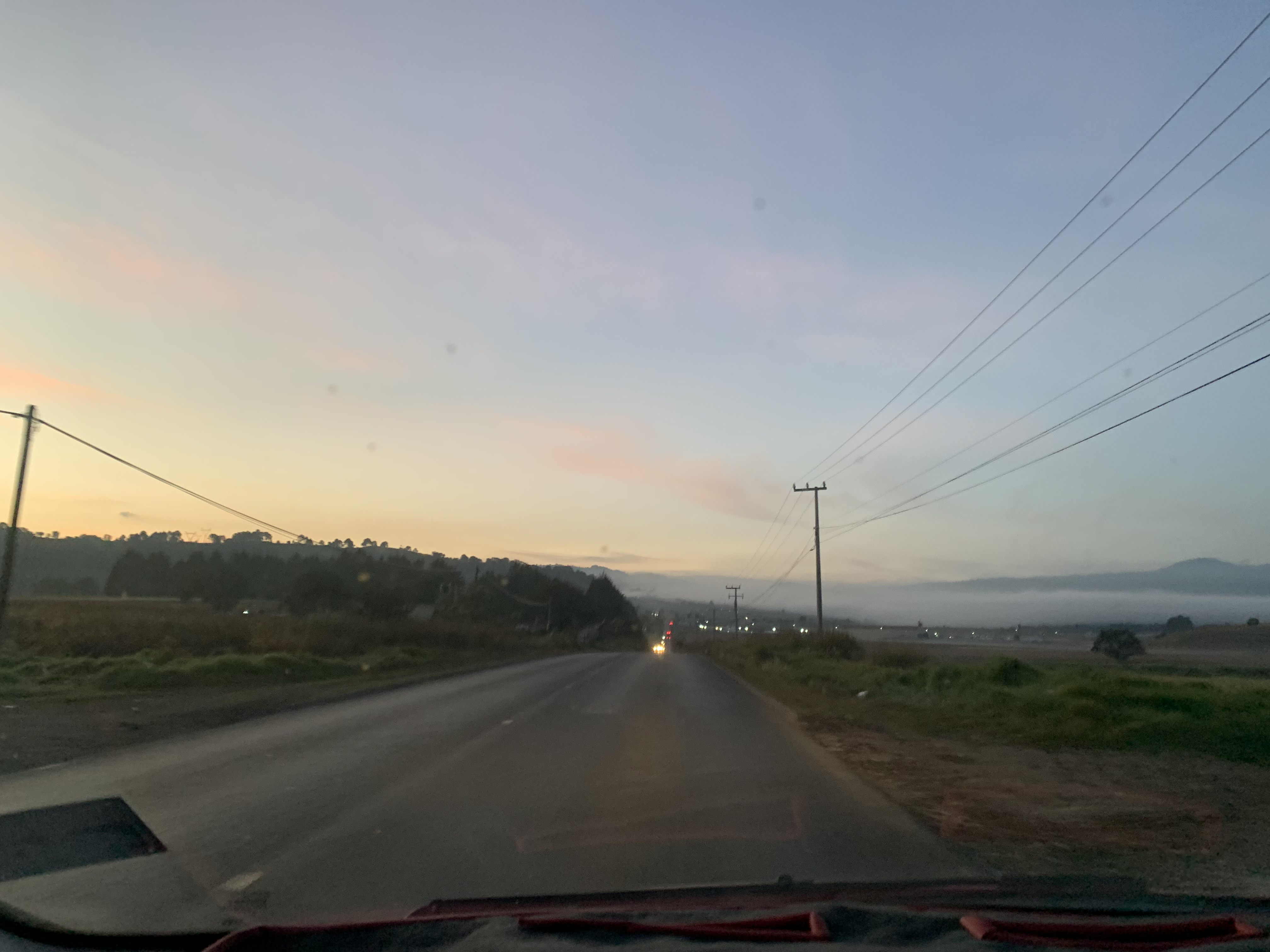
Carretera Santiago-Chalma, Ahuatenco

## Etimología
Tianguistenco, Es el nombre oficial del municipio y conforme a la lengua náhuatl de donde proviene, significa En la orilla del mercado. Sus raíces son: Tianquistli: Mercado y Tentli: Labio; en sentido figurado, borde, orilla de alguna cosa. Co: Sufijo de lugar.

## Coordenadas
Las coordenadas geográficas de la ciudad de Santiago Tiangustenco son 19°10.8’ N, 99°28.1’ O.

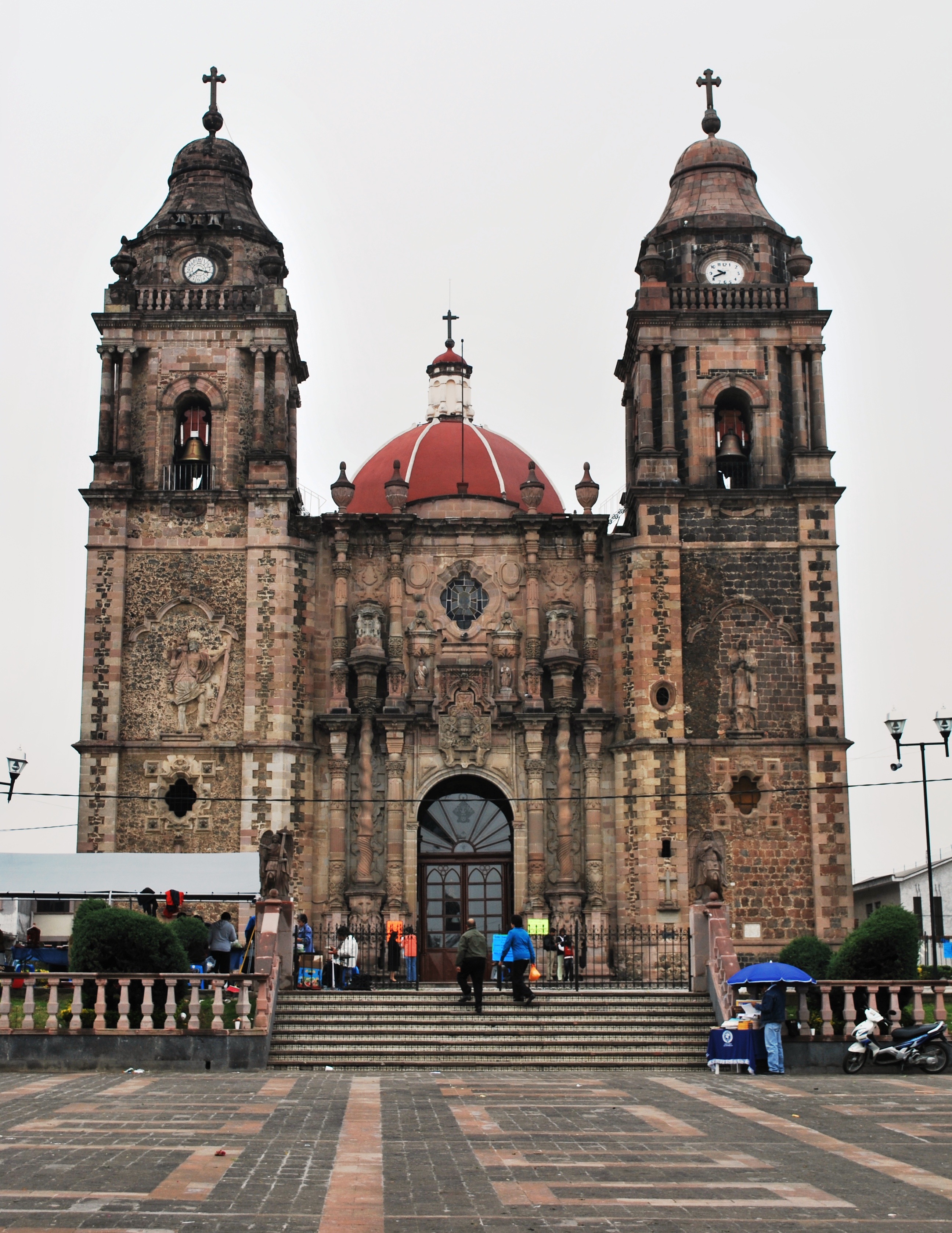
Iglesia de Nuestra Señora del Buen Suceso

## Cronología
- 1524 - Hernán Cortes arriba al valle de Toluca por Tianguistenco.

- 1590 - Se inicia la construcción del templo de Santiago Tilapa.
- 1603 - Perteneciendo todavía a la jurisdicción parroquial de Jalatlaco, Tianguistenco obtiene vicario auxiliar según el ordenamiento de Gaspar de Zúñiga y Acevedo, siendo párroco don Diego Gutiérrez de Bocanegra. Concesión lograda por don Juan Gutiérrez Altamirano, caballero de Santiago y yerno del encomendero de Tianguistenco.

- 1756 - Se termina la construcción del templo de Santiago Tianguistenco a instancias del filántropo francés don José de la Borda.

- 1810 - Pasa y pernocta en el entonces pueblo de Santiago Tianguistenco el Ejército Insurgente Comandado por Miguel Hidalgo, saliendo de Tianguistenco, con rumbo al cerro de las cruces donde combatirían con valor saliendo triunfantes.

- 1820 - Se erige el primer Ayuntamiento Constitucional en Santiago Tianguistenco

- 1861 - Las fuerzas liberales de Jesús González Ortega derrotan en Xalatlaco entonces territorio de Tianguistenco a las guerrillas conservadoras de Félix María Zuloaga y Leonardo Márquez

- 1877 - En marzo con la llegada de Pelagio Antonio de Labastida y Dávalos, arzobispo de México, se erige en sede parroquial (parroquia de la Virgen del Buen Suceso) integrada por la cabecera (la villa de Tianguistenco), Santa María de Guadalupe Yancuictlalpan, la ranchería de San José Mezapa y la hacienda de Atenco. Su primer párroco fue el mismo de Xalatlaco: José Ignacio Pérez Bolde, a quien Labastida condiciona:

“pudiendo residir indistintamente en cualquiera de las dos cabeceras”, y “si los feligreses de Santiago llegaren a desentenderse de las necesidades de la Iglesia y de su culto; así como de su párroco, no acudiéndole con el puntual pago de los derechos parroquiales, entonces nos veremos en el duro y sensible caso de modificar y aun revocar, si necesario fuere, este nuestro decreto”.

- 1878 - El pueblo de Santiago Tianguistenco es elevado al grado de villa con el nombre de Tianguistenco de Galeana.

- 1912 - Los pueblos del municipio sufren los ataques de los revolucionarios zapatistas.

- 1914 - Los zapatistas de Genovevo de la O incendian y saquean Tianguistenco

- 1916 - Siendo presidente municipal Don José Miranda y Rodea, muere en defensa de la Villa de Tianguistenco el 7 de mayo del mismo año, durante el enfrentamiento en el que valerosamente defendieron a la villa los vecinos voluntarios y el propio presidente. Desafortunadamente el C. Presidente no fue el único en morir también murieron los Sres. Vital Barrera, Gabriel López, Francisco de Yturbe, y Genovevo Archundia Ávila. Es de reconocer que en esa época los Ciudadanos presidentes eran electos de manera sencilla y no percibían salario alguno, todo era de manera voluntaria.

- 1927 - Natalicio de Carlos Hank González, destacado político mexicano, miembro del Partido Revolucionario Institucional, quien fue maestro de primaria, presidente municipal de Toluca, Gobernador del Estado de México, Regente de la Ciudad de México, además ocupó la oficina titular de las Secretaría de Turismo y Secretaría de Agricultura durante el salinismo.

- 1959 - Natalicio de Salvador Sánchez Narváez, boxeador profesional mexiquense que llegó a consagrarse campeón de pesos pluma del Consejo Mundial del Boxeo. Su victoria sobre Wilfrido Gómez se considera la victoria más grande de México sobre Puerto Rico. Miembro del Salón Internacional de la Fama del Boxeo. En 1982 fallece en un accidente automovilístico en Querétaro.

- 1976 - Natalicio de Ricardo González Gómez, biólogo y naturalista egresado de la Universidad Autónoma Metropolitana-Iztapalapa. Apasionado del comportamiento animal y la restauración ambiental. Colaboró con el actual récord mundial de erradicación de mamíferos exóticos en Banco Chinchorro (GECI, A.C.). Actualmente trabaja en Certificación de Playas (NMX-AA-120-SCFI-2016) y Centros Ecoturísticos (NMX-AA-120-SCFI-2013) para el Instituto Mexicano de Normalización y Certificación, A.C.

- 1996 - El congreso estatal decreta elevar al rango de ciudad a la villa de Santiago Tianguistenco.

## Días festivos
- 25 de julio - Festividad de nuestro Santo Patrono Santiago Apóstol.
- 25 de diciembre - Desfile de carros alegóricos en honor a nuestra señora la Santísima Virgen María del Buen Suceso.
- 1 de enero - Fiesta de nuestra señora la Santísima Virgen María del Buen Suceso.

## Costumbres
Cuenta con su tradicional mercado del día martes que data de tiempos prehispánicos y fue el segundo mercado más importante de la región después de Tlaltelolco.
Otra costumbre que tiene muy arraigada en Tianguistenco es que en el paseo alegórico del 25 de diciembre todas las calles principales construyen carros decorados con figuras deportivas, animales místicos, caricaturas o alguna parodia; pero lo que llama más la atención, es un carro en especial donde pasean a la Virgen del Buen Suceso y este carro es diseñado con la réplica fiel de las grandes catedrales del mundo o iglesias famosas, al frente siempre van 3 pequeños vestidos de reyes magos y hay ocasiones que traen camello y elefante de verdad.
Cabe mencionar que cada uno de estos carros es elaborado por familias y vecinos del pueblo, en cada carro van personas ya sean niños o grandes y regalan dulces a lo largo del recorrido que es por las principales calles del pueblo, al término del recorrido de los carros que suelen ser hasta más de 30, la gente disfruta de una tradicional feria y de la quema de juegos pirotécnicos conocidos como "castillos"

## Clima
La temperatura media anual varía entre 16 y 18 °C.
Las heladas tienen una frecuencia de 100 a 120 días, ocurren por lo común entre los meses de octubre y mayo.

## Flora
La vegetación de Tianguistenco es bastante variada, en función de su respectiva altura sobre el nivel del mar.
Las regiones montañosas muestran bosques de encino, pino, oyamel, fresno, y madroño.
En la planicie de San Pedro Tlaltizapán se desarrollan el matorral crasicaule, tulares, vegetación halófila y pastizales, siendo esta la representación en zonas bajas con temperatura desértica.

## Fauna
Las especies animales salvajes que habitan en el territorio municipal -como todo sistema ecológico- son función del medio geográfico.
Entre las más representativas están coyotes, zorrillos, tejones, tlacuaches, conejos, ardillas, víboras de cascabel, tuzas y ratas; codornices, aguilillas, cuervos, gorriones y gavilanes; en temporada, patos, gallaretas y garzas; de los pocos ejemplares que subsisten, están acociles, ranas, sapos 
también hay  los venados, zopilotes y grillos, que antaño habitaban en el municipio.

## Hermanamientos
- Tijuana México (2006)[5][6][7][8][9]